# Henadz Maroz
Pour les articles homonymes, voir Moroz.
Henadz Maroz, souvent russifié en
Gennadiy Moroz (né le 17 mai 1978) est un athlète biélorusse spécialiste du saut en hauteur.

## Biographie
Il remporte la médaille de bronze lors des Championnats du monde en salle 2003, à Birmingham, devancé avec un saut à 2,30 m par le Suédois Stefan Holm et le Russe Yaroslav Rybakov. 
Son record personnel en plein air, établi le 22 juillet 2001 à Brest (Biélorussie), est de 2,33 m.

## Palmarès
| Date | Compétition                    | Lieu       | Résultat | Marque |
| ---- | ------------------------------ | ---------- | -------- | ------ |
| 1997 | Championnats d'Europe juniors  | Ljubljana  | 1er      | 2,20 m |
| 2001 | Universiade d'été              | Pékin      | 2e       | 2,26 m |
| 2003 | Championnats du monde en salle | Birmingham | 3e       | 2,30 m |
| 2004 | Championnats du monde en salle | Budapest   | 6e       | 2,25 m |
| 2004 | Jeux olympiques                | Athènes    | qual.    | 2,25 m |
| 2005 | Universiade d'été              | Izmir      | 2e       | 2,26 m |

## Records
| Épreuve         | Épreuve   | Performance | Lieu                            | Date                                                        |
| --------------- | --------- | ----------- | ------------------------------- | ----------------------------------------------------------- |
| Saut en hauteur | Plein air | 2,33 m      | Brest                           | 22 juillet 2001                                             |
| Saut en hauteur | Salle     | 2,30 m      | Brno Banská Bystrica Birmingham | 6 février 2002 11 février 2003 25 février 2003 15 mars 2003 |